# Варга, Сабольч
Сабольч Варга (венг. Szabolcs Varga; род. 17 марта 1995, Секешфехервар) — венгерский футболист, полузащитник клуба МТК, выступающий на правах аренды за «Вац».

## Клубная карьера
Варга — воспитанник клубов «Видеотон» и Вашаш. В 2013 году он начал профессиональную карьеру в МТК. 1 июня в матче против «Дебрецена» Сабольч дебютировал в чемпионате Венгрии. 27 июля в поединке против «Мезёкёвешда» он забил свой первый гол за МТК.
В начале 2014 года Варга перешёл в нидерландский клуб «Херенвен». За полтора года он так и не сыграл ни одного официального матча за основной состав, а в июне 2015 года на правах аренды вернулся в свой бывший клуб МТК.

## Международная карьера
В 2014 году в составе юношеской сборной Венгрии Сабольч принял участие в домашнем юношеском чемпионате Европы. На турнире он принял участие в матчах против команд Австрии, Португалии и Израиля.

## Личная жизнь
Сабольч Варга является прихожанином венгерской неопятидесятнической Церкви веры.